# Cino-malesi

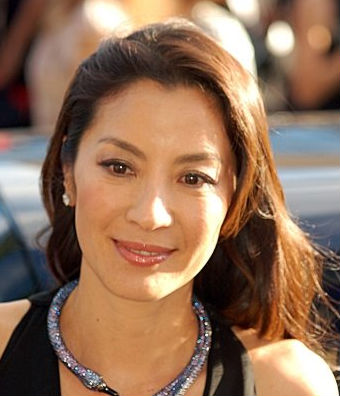
L'attrice cino-malese Michelle Yeoh

I cino-malesi (Bahasa Malaysia: Kaum Cina Malaysia; Cinese: trad 馬來西亞華人, simp 马来西亚华人, pin Mǎláixīyà Huárén) sono malesi di origine cinese di etnia Han.
La maggior parte arrivò tra l'inizio e la metà del XX secolo.
I cino-malesi sono la terza comunità cinese al mondo dopo la Thailandia e l'Indonesia.
In Malaysia, si fa riferimento solamente come "cinesi" e rappresentano il secondo maggior gruppo etnico dopo i malesi.
Nel 2010, approssimativamente 6.960.000 malesi, quasi un quarto della popolazione, si autoidentifica come cinese.
Vi sono state tre ondate nel corso della storia di immigrazione cinese.

## Demografia
| Stato                                                  | Cinese  | Popolazione | % di popolazione |
| ------------------------------------------------------ | ------- | ----------- | ---------------- |
| Johor                                                  | 柔佛    | 54,920      | 35.4%            |
| Kedah                                                  | 吉打    | 12,569      | 14.9%            |
| Kelantan                                               | 吉蘭丹  | 2,575       | 3.8%             |
| Malacca                                                | 馬六甲  | 22,392      | 29.1%            |
| Negeri Sembilan                                        | 森美蘭  | 22,405      | 25.6%            |
| Pahang                                                 | 彭亨    | 14,749      | 17.7%            |
| Perak                                                  | 霹靂    | 61,175      | 32%              |
| Perlis                                                 | 玻璃市  | 992         | 10.3%            |
| Penang                                                 | 檳城    | 44,323      | 46.5%            |
| Sabah                                                  | 沙巴    | 691,096     | 13.2%            |
| Sarawak                                                | 砂拉越  | 852,198     | 26.7%            |
| Selangor (incluso il territorio federale di Putrajaya) | 雪蘭莪  | 166,018     | 30.7%            |
| Terengganu                                             | 登嘉楼  | 2,641       | 0.3%             |
| Federal Territory                                      | Chinese | Population  | % of Population  |
| Kuala Lumpur                                           | 吉隆坡  | 710,819     | 43.5%            |

## Lingue
| Dialetto  | Popolazione |
| --------- | ----------- |
| Hokkien   | 1,848,211   |
| Hakka     | 1,679,027   |
| Cantonese | 1,355,541   |
| Teochew   | 974,573     |
| Mandarino | 958,467     |
| Hainanese | 380,781     |
| Min Bei   | 373,337     |
| Foochow   | 249,413     |